# Cá thu chấm
Cá thu chấm hay cá thu Ấn Độ (danh pháp hai phần: Scomberomorus guttatus) là một loài cá biển trong số các loài cá thu. Nó được tìm thấy trong khu vực Ấn Độ Dương và các vùng biển cận kề.
Tại Pakistan nó được gọi là surmai. Nó có thể cân nặng tới 45 kg và là một loài cá khỏe, mà thỉnh thoảng người ta thấy nó nhảy lên khỏi mặt nước khi bị mắc câu.
Nó là loài cá khá phổ biến ở các quốc gia xung quanh các vùng nước này, bao gồm Ấn Độ, Sri Lanka và Bangladesh.
Mặc dù khá phổ biến ở các vùng ven biển của Ấn Độ, nhưng nó lại có giá tương đối đắt và được gọi là "vanjaram" ở Tamil Nadu hay "nei meen" (cá dầu) ở Kerala. Nó cũng được dùng làm món cá dầm, thường được ăn như là một món gia vị cùng với cơm.

## Đánh bắt cá

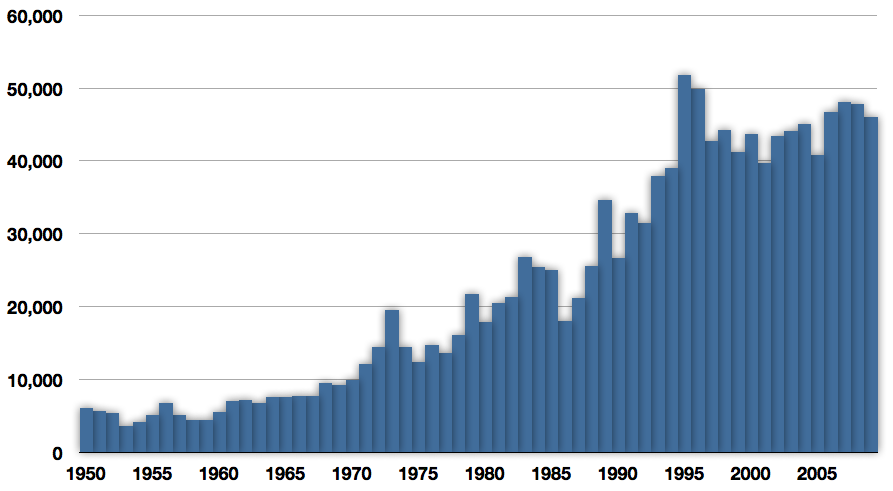
Biểu đồ đánh bắt cá cho mục đích thương mại từ năm 1950 đến năm 2009

## Hình ảnh

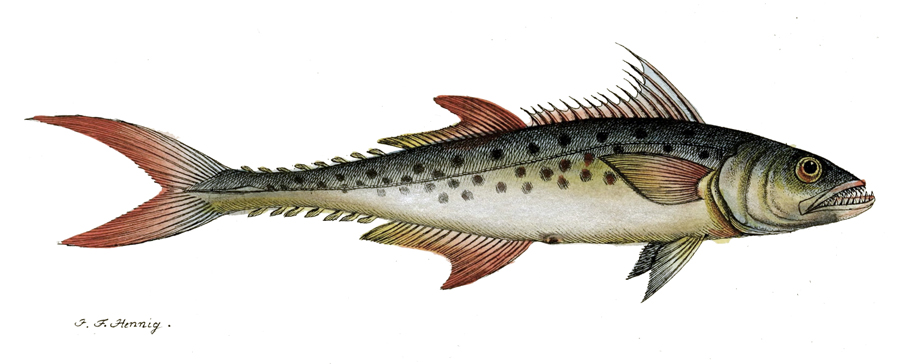
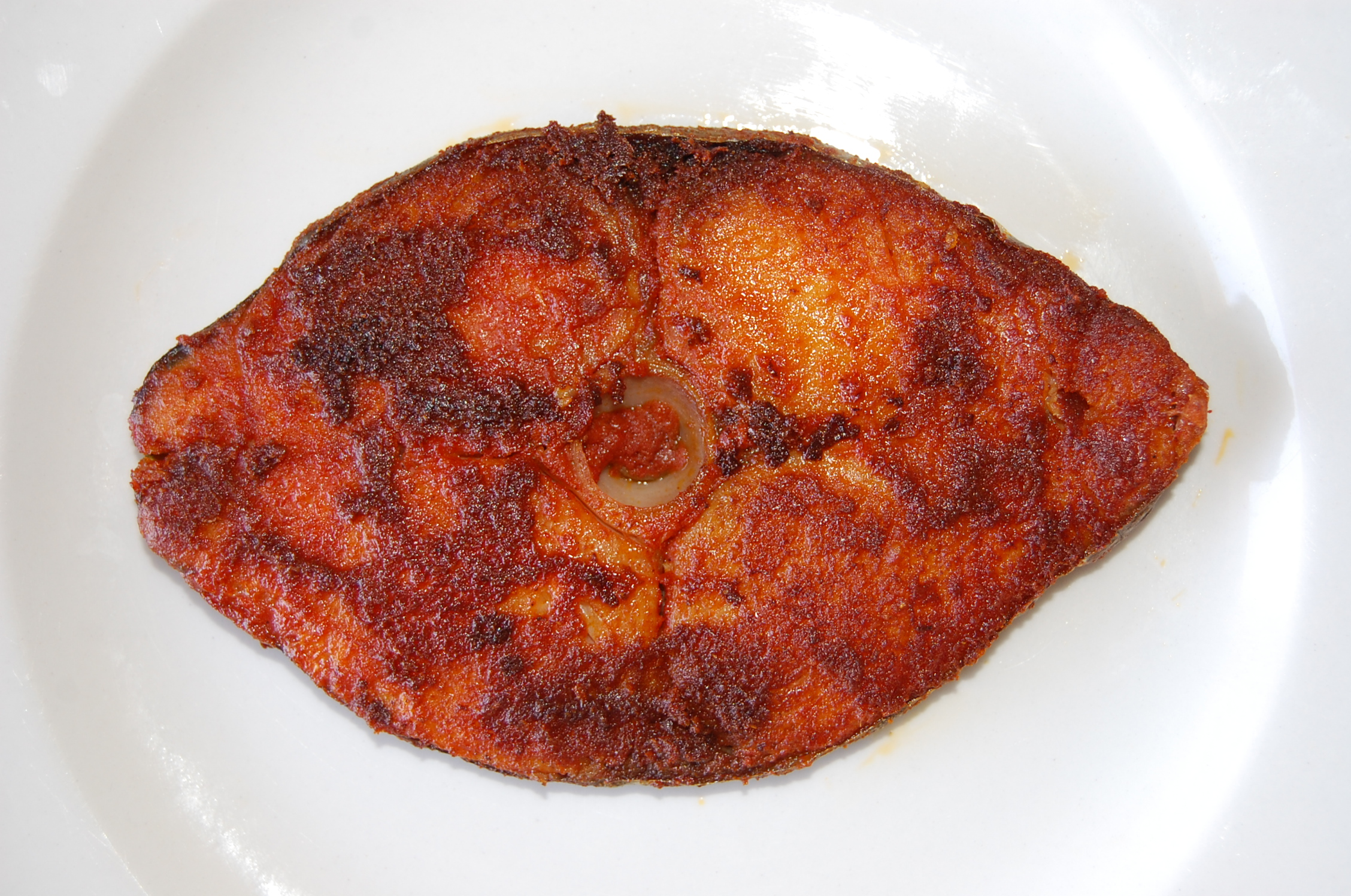